# Savoyai Adél francia királyné
Savoyai Adél (franciául: Adèlaïde de Savoie vagy Adélaïde de Maurienne) (1092. – 1154. november 18.), VI. Lajos francia király második felesége.

## Származása, testvérei
1092-ben született, II. (Kövér) Humbert savoyai gróf és Burgundiai Gizella márkinő harmadik gyermekeként és első leányaként, II. Kelemen pápa unokahúgaként, aki még franciaországi udvarában is meglátogatta egyszer Adélt. Édestestvérei: Amadé, Savoya későbbi grófja, Vilmos, Liège majdani püspöke, Ágnes, Humbert (Umberto), Regináld, és Guy.

## Apja halála, anyja új férje, Adél féltestvérei
A lány apja 1103-ban elhunyt, anyja pedig újból férjhez ment, I. (Montferrat) Renier márkihoz, akinek még további 5 gyereket szült, Adél féltestvéreit: Vilmos, később V. Vilmosként Montferrat következő márkija, Johanna, Clito Vilmos flandriai gróf hitvese, Matilda, Parodi őrgrófjának, Albert-nak a felesége, Adelícia, akiből apáca lett, és Izabella, Biandrate grófjának, Guidó-nak a hitvese.

## Első férje, gyermekei VI. Lajostól
1115. augusztus 3-án nőül ment VI. Lajos francia királyhoz, akinek ő már a második felesége volt.
A párnak összesen 8 gyermeke született, hét fiú és egy lány:
- Fülöp (élt: 116-1131)
- Lajos (élt: 1120-1180. november 18.), később VII. Lajos néven francia király lett. Első felesége Aquitániai Eleonóra hercegnő volt, akitől két lánya született: Mária és Alíz, de frigyük válással végződött.
- Henrik (élt: 1121-1175), később Reims érseke lett.
- Hugó (még csecsemőként meghalt, 1122 körül)
- Róbert, később Dreux grófja (élt: kb. 1123-1188. október 11.)
- Konstancia (élt: kb. 1124-1176. augusztus 16.), aki kétszer is férjhez ment. Első férje: IV. Eusztász, Boulogne grófja. Második férje: V. Rajmund, Toulouse grófja
- Fülöp, később Párizs püspöke (élt: 1125-1161)
- Péter (élt: kb. 1125-1183), felesége Erzsébet, Courtenay úrnője.

Adél királyné rendkívül nagy politikai befolyással bírt a középkori francia királyi udvarban, s a férje által kiadott oklevelek és kiváltságlevelek közül 45-ben szerepel az asszony neve is. Ő és hitvese alapította a Szent Péter kolostort Montmartre kerületében, ami Párizs északi részen fekvő külvárosa.
Az asszonyt környezete állítólag ,,csúnyá"-nak tartotta, ám figyelmesnek és istenfélőnek is nevezték, akik ismerték őt.

## Második férje, leánya Mátyástól, legenda Adélról
Amikor férje meghalt, Adél nem azonnal vonult vissza a társasági élettől, ahogy az előtte lévő királynék tették általában, hanem inkább újra férjhez ment 1141-ben, ezúttal I. Mátyáshoz, Montmorency urához, akinek még további egy leányt (neve: Alíz) szült, ám továbbra is aktívan részt vett a királyi udvar eseményein, és a vallási életben is részt vett, emellett ő az egyik a két özvegy királyné közül Dugdale Vilmos elbeszélésében, akik ugyanabba a férfiba voltak szerelmesek. A történet szerint amikor I. Henrik angol király meghalt, özvegye, Louvaini Adelícia és egy jóképű, ifjú angol lovag, Albini Vilmos között szerelem szövődött, s megegyeztek, ha a férfi visszatér franciaországi útjáról, összeházasodnak. Vilmos éppen Adél fia, Lajos esküvői ünnepségén vett részt, amikor az nőül vette Aquitániai Eleonóra hercegnőt. Az angol lovag olyan ügyesen helyt állt a lovagi játékokon és olyan jóképű volt, hogy felkeltette Adél érdeklődését, aki megpróbálta ágyába csábítani az ifjút, ám az visszautasította a szerelmes nőt, és hű maradt menyasszonyához, Adelíciához, emiatt a sértett nő azt tervezte, bosszúból az éhes oroszlánok közé veti a fiatalembert. A lovagot ekkor valami természetfeletti erő töltötte el, és saját kezével tépte ki a fenevad nyelvét, megölve ezzel a vadállatot. (Valószínűbb azonban, hogy Vilmosnak szerencséje volt, mivel állítólag maga Aquitániai Eleonóra királyné figyelmeztette őt a közelgő veszélyre, így még időben elmenekülhetett az országból, vissza Angliába Adelíciához, akit feleségül vett, s az asszony, az első házasságával ellentétben, már gyermekekkel is megajándékozta hitvesét.)

## Utolsó évei, nyughelye
1153-ban az asszony az általa alapított montmartre-i apátságba vonult vissza, s ott is halt meg, 1154. november 18-án, 61 vagy 62 éves korában. Nyughelye a montmartre-i Szent Péter templom temetőjében van, de sírkövét az 1789-es francia forradalom idején elpusztították.

## Fordítás
- Ez a szócikk részben vagy egészben az Adelaide of Maurienne című angol Wikipédia-szócikk fordításán alapul.  Az eredeti cikk szerkesztőit annak laptörténete sorolja fel. Ez a jelzés csupán a megfogalmazás eredetét és a szerzői jogokat jelzi, nem szolgál a cikkben szereplő információk forrásmegjelöléseként.